# Prince Dzanie
Prince Octopus Dzanie (født 26. marts 1985) er en ghanesisk amatørbokser, som konkurrerer i vægtklassen bantamvægt. Dzanie har ingen større internationale resultater, og fik sin olympiske debut da han repræsenterede Ghana under Sommer-OL 2008, hvor han blev slået ud i første runde.